# Lepanthes gratiosa
Lepanthes gratiosa är en orkidéart som beskrevs av Franco Pupulin och D.Jiménez. Lepanthes gratiosa ingår i släktet Lepanthes och familjen orkidéer.
Artens utbredningsområde är Costa Rica. Inga underarter finns listade i Catalogue of Life.